# Charley Straight

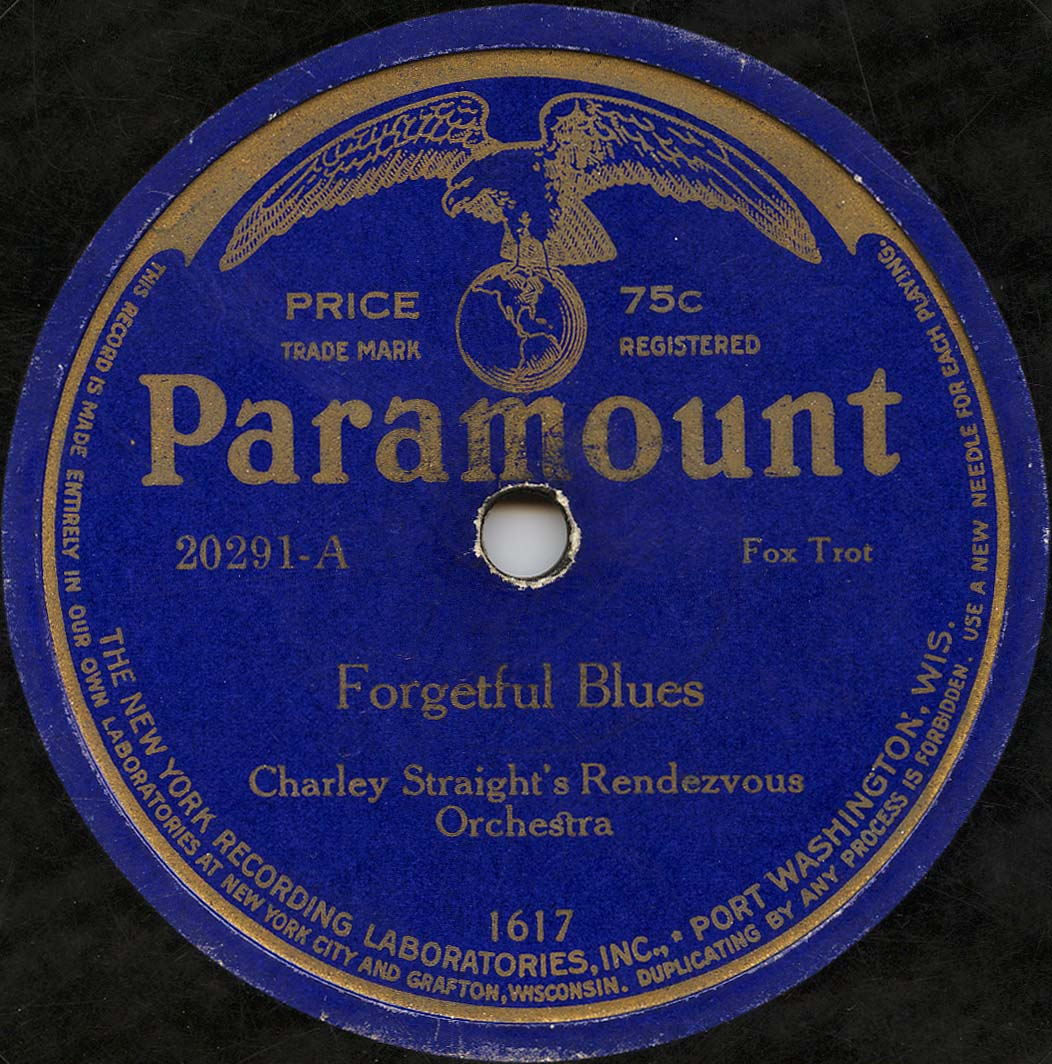
Een 78 toerenplaat van Charlie Straight, Forgetful Blues, op Paramount.

Charles Theodore Straight, Jr. (Chicago, 16 januari 1891 - aldaar, 21 september 1940) was een Amerikaanse jazz-pianist, arrangeur en bandleider in de jaren van de ragtime. Hij was een van de belangrijke musici in de overgang van ragtime naar hot piano-jazz.

## De beginjaren
Straight, zoon van de eigenaar van een saloon, speelde in zijn jonge jaren zowel klassieke muziek als de populaire liedjes van die tijd. Tijdens zijn highschool-tijd was hij al actief als begeleider. Toen hij van school afkwam werd hij aangenomen door zanger en komediant Gene Greene, die toen bekendstond als de "Ragtime King". Met Greene toerde hij in het vaudeville-circuit en schreef hij ook liedjes, zoals de bescheiden hit "King of the Bungaloos". Ook speelden de twee in het buitenland, in Engeland en Australië. Met Green nam hij naast 'King of the Bungaloos' nog tientallen nummers op voor Pathé Records. Nadat Straight trouwde toerde hij niet meer in het buitenland en zijn samenwerking met Green kwam in 1914 ten einde.

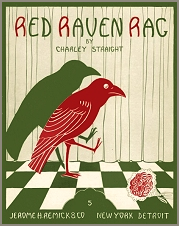
Bladmuziek van 'Red Raven Rag' (1915), gecomponeerd door Straight

## Composities en pianorollen
Na zijn tijd met Greene componeerde hij in New York liedjes en rags die hij publiceerde en speelde hij als solist in de stad. Ook ging hij pianorollen opnemen, vanaf eind 1914 een jaar lang voor QRS Autograph Line, daarna voor Rolla Artis (onder de naam Billy, of Billie King) en daarna, vanaf 1917, voor de Imperial Piano Roll Company in Chicago. Hij arrangeerde zijn eigen muziek, maar ook de muziek die andere musici speelden. Hiernaast deed hij af en toe werk voor QRS. In 1917 kwam hij met een nieuwe pianostijl: de banjo-rag.
Toen de jazz dat jaar Amerika veroverde paste hij zich snel aan. Straight werd in die tijd landelijk bekend als ragtime-artiest en als componist, van rags, ballads en ook novelties, waaronder "Rufenreddy" en "Knice and Knifty", twee van de beroemde Eight Piano Syncopations. Beide nummers ontstonden in samenwerking met de jonge getalenteerde pianist Roy Bargy, die Straight bij de Imperial Piano Roll Company had binnengehaald. Naast met Bargy (die de overige zes piano syncopations componeerde) werkte Straight ook enige tijd samen met Gus Kahn.

## Orkest
In 1920 begon Straight een orkest, Charley Straight Orchestra, waarmee hij opnames maakte voor Paramount, Brunswick en Vocalion. Van 1922 tot 1925 speelde de band in het Rendezvous Café in Chicago. Hierna toerde hij met de band in het middenwesten en werkte de groep drie maanden in het Muehlebach Hotel in Kansas City. Vanaf 1929 nam de groep niet langer platen op. Straight bleef nog wel optreden, met zijn orkest of als solist, en soms werd dat uitgezonden op de radio. Toen het swing-tijdperk was aangebroken was er voor bands als die van Straight niet zoveel werk meer en was Straight gedwongen een baantje buiten de muziek te zoeken. Hij vond die bij de drinkwatervoorziening van Chicago en tijdens de uitoefening van dat beroep kwam hij om het leven toen hij werd doodgereden door een auto.

## Discografie
- Piano Roll Artistry of Charley Straight, Smithsonian, 2012

## Referentie
- Uitgebreide biografie met illustraties en lijst composities Straight

- Biblioteca Nacional de España: XX941451
- Bibliothèque nationale de France: cb13812766h (data)
- Gemeinsame Normdatei: 111257929X
- International Standard Name Identifier: 0000 0000 6303 2799
- Library of Congress Control Number: nr99033509
- Nationale Bibliotheek van Letland: 000066987
- MusicBrainz: a4ce9994-c45f-4d2b-9b2b-4949c1df8444
- Nationale Bibliotheek van Tsjechië: mzk20201093764
- Trove: 1489832
- Virtual International Authority File: 4852085
- WorldCat: E39PBJwX4GqBxCcj6wFdR8fH4q